# بوتسوانا في الألعاب الأولمبية
بوتسوانا في الألعاب الأولمبية الألعاب الأولمبية هي من أهم الأحداث الرياضية في بوتسوانا، تقوم اللجنة الأولمبية البوتسوانية بالإشراف في شؤون مشاركة بوتسوانا في الألعاب الأولمبية، شاركت بوتسوانا أول مرة في الألعاب الأولمبية في دورة 1980 في موسكو في الاتحاد السوفيتي، وتمكنت من الفوز بميدالية فضية واحدة كانت في سباق 800 متر في لندن 2012 عن طريق العداء نايخل أموس.